# Битва біля Хойниці (1656)
Битва біля Хойниці — битва Північної війни між військами Речі Посполитої з одного боку і шведськими військами з іншого. Битва являла собою раптову нічну атаку шведів з подальшим переслідуванням.

## Передісторія
До кінця 1656 року шведська армія блокувала війська польського короля Яна II Казиміра у Гданську, який вів дипломатичні переговори з посланцем французького короля Людовіка XIV, Антуаном де Люмбре. Польська королева Марія Луїза Гонзага хотіла приєднатися до чоловіка, але вона потребувала в польських військах, щоб пробити прохід до Гданська через ряди шведських солдатів. Карл X Густав був готовий дозволити Марії прибути в Гданськ, але королева відмовилася приймати допомогу від ворога, поклавшись на війська Стефана Чарнецького, дислоковані в Пйотркув-Трибунальському. Чарнецький прибув до королеви в Вольбуж, і разом вони почали так звану «Гданьську експедицію». Приблизно 1 січня 1657 року Чарнецький зі своєю дивізією і свитою королеви в обозі прибув до Хойніце. Там до нього приєдналися загони гетьманів Станіслава Ревери-Потоцького і Станіслава Лянцкоронського. Польська кіннота зайняла навколишні села і розсіялася по засніженій місцевості.

## Битва
Різні джерела дають різні описи битви.
Одна з версій звучить так: шведський король отримав інформацію про концентрацію польських армійських підрозділів біля міста Хойніце протягом останніх днів 1656 року і, ймовірно, почав рух у їх напрямку, розраховуючи супротивника зненацька заскочити на зимовому обійсті. Шведська армія підійшла до Хойниці в ніч на 2 січня 1657 року, і першим в атаку пішов шведський авангард Рутгера фон Ашеберга з майже 1000 рейтарів. Його загони напали на польські частини князя Костянтина Вишневецького, Яна Собеського і Конєцпольського. Втікачі з полку Вишневецького поширили тривогу по всьому Хойніце і прилеглих польських військових таборах. Це дало достатньо часу для інших польських частин, щоб зібратися і зустрітися з ворогом на рівних умовах і використати свою чисельну перевагу.
У якийсь момент бої досягли обозу королеви і їй довелося шукати притулок в самому місті. Після того, як королева була в безпеці, вона дала благословення Чарнецькому прийти на допомогу полкам князя Вишневецького. На світанку 3 січня 1657 року Ашеберг зрозумів, що навколо нього збирається велика армія супротивника і почав поспішний відступ до старої фортеці тевтонських лицарів Члухув. Чарнецький оперативно зібрав свої частини і почав переслідування шведів. Шведське командування, у свою чергу, виявилося не готове до відступу і кавалерія стала легкою здобиччю для поляків. Шведи знайшли притулок в Члухуві і солдати гарнізону втримали поляків від штурму вогнем фортечної артилерії. Польські командири вирішили уникнути подальшої взаємодії зі шведами і відвели свої сили і обози від Хойниці до Накло-над-Нотецью. Польська армія, за цими даними, втратила менше 50 вбитих і поранених, 9 — полонених.
Згідно з іншими джерелами, шведський авангард досяг сіл за межами Хойниці рано вранці 25 грудня 1656 року і виявили в них «сплячі» польські війська. Застеливши міст соломою, щоб заглушити звук від копит коней, кавалерія перетнула річку і атакувала поляків. Коли настав ранок, шведи убили понад 3000 польських солдатів і захопили 2600 їздових тварин. Незабаром після цього головна шведська армія підійшла до міста і почала обстріл Хойніце. На знак своєї вдячності король Карл Густав подарував Рутгеру фон Ашебергу свою шпагу, а також цінні землі та коштовності.

## Наслідки
Ставши табором поблизу Накло, польські командири і королева зіткнулися з вимогою солдатів про сплату платні. Марія Луїза Гонзага виплатила її з власних збережень. В результаті Чарнецький з 6000 вершників, королева з обозом і придворними —рушили до Гданська і зрештою приєдналися до польського короля. Інші польські командири залишилися південніше від Гданська, в Померанії.
За іншими даними, після захоплення короля Яна Казиміра у Гданську, шведська армія намагалася зупинити польську кавалерію, яка йшла на допомогу королю. Королева намагалася переконати лідерів польської армії врятувати короля, але вони не погодилися, посилаючись на те, що їх солдати були голодні і не отримували платні. Після кількох зустрічей з командирами, королева припинила свої зусилля. Потім шведські війська були відправлені, щоб зняти облогу з Тикоціна. Сміливий удар Чарнецького по шведам мав успіх, і поляки досягли Гданська і таким чином врятували короля.